# 2124
2124 (ММCXXIV) е високосна година, започваща в събота според григорианския календар. Тя е 2124-ата година от новата ера, сто двадесет и четвъртата от третото хилядолетие и петата от 2120-те.